# Колледж Сан-Матео
Колледж Сан Матео (англ. College of San Mateo, сокращённо CSM) — американский общественный колледж, расположенный в городе Сан-Матео в штате Калифорния, в 20 милях южнее от Сан-Франциско. Образован в 1922 году и является единственным Высшим учебным заведением в городе.

## Кампус
Колледж Сан Матео находится на холмах Калифорнийского города Сан-Матео, в 20 милях от Сан-Франциско и 40 милях от Сан-Хосе (Калифорния). Кампус, спроектированный всемирно известным архитектором Джоном Карлом Варнеке, занимает 62 гектара земли.

## Известные выпускники
- Смит, Кертвуд — американский актёр, известный по ролям во франшизе Звёздный путь.
- Карви, Дана — американский актер, наиболее известный по роли в фильме Мир Уэйна 2.
- Гриффин, Мерв — американский медиа-магнат, телеведущий и эстрадный певец.